# Amar Dedić
Amar Dedić (pronunciación en bosnio: [ǎmaːr dêːditɕ]; Zell am See, Austria, 18 de agosto de 2002) es un futbolista bosnio que juega de defensa en el S. L. Benfica de la Primeira Liga.

## Trayectoria

### Red Bull Salzburgo
Comenzó a jugar al fútbol en un club local, antes de incorporarse a la cantera del SK Sturm Graz en 2012. En 2015, pasó a la cantera del Red Bull Salzburgo. En agosto de 2019, firmó su primer contrato profesional con el equipo. Debutó como profesional jugando con el equipo filial del Red Bull Salzburgo, el F. C. Liefering, contra el SKU Amstetten el 26 de julio a la edad de 16 años. El 19 de junio de 2020, marcó su primer gol como profesional en un triunfo sobre el FC Dornbirn.
En julio, firmó un nuevo contrato de cuatro años con el Red Bull Salzburgo. Debutó oficialmente con el equipo en un partido de la Copa de Austria contra el SC Bregenz el 9 de septiembre.
En junio de 2021, fue enviado en préstamo por una temporada al Wolfsberger AC.

## Selección nacional
Representó a Bosnia y Herzegovina en todas las categorías inferiores. También fue capitán de la selección sub-17.
En marzo de 2022, recibió su primera convocatoria con la selección absoluta, para los partidos amistosos contra Georgia y Luxemburgo. Debutó contra este último el 29 de marzo.

## Estadísticas

### Clubes
Actualizado al último partido disputado el 23 de octubre de 2024.
| Club                         | Div.          | Temporada     | Liga  | Liga  | Liga   | Copas nacionales | Copas nacionales | Copas nacionales | Copas internacionales | Copas internacionales | Copas internacionales | Total | Total | Total  |
| Club                         | Div.          | Temporada     | Part. | Goles | Asist. | Part.            | Goles            | Asist.           | Part.                 | Goles                 | Asist.                | Part. | Goles | Asist. |
| ---------------------------- | ------------- | ------------- | ----- | ----- | ------ | ---------------- | ---------------- | ---------------- | --------------------- | --------------------- | --------------------- | ----- | ----- | ------ |
| F. C. Liefering · Austria    | 2.ª           | 2019-20       | 24    | 2     | 2      | ―                | ―                | ―                | ―                     | ―                     | ―                     | 24    | 2     | 2      |
| Red Bull Salzburgo · Austria | 1.ª           | 2020-21       | 0     | 0     | 0      | 1                | 0                | 0                | 0                     | 0                     | 0                     | 1     | 0     | 0      |
| F. C. Liefering · Austria    | 2.ª           | 2020-21       | 26    | 0     | 1      | ―                | ―                | ―                | ―                     | ―                     | ―                     | 26    | 0     | 1      |
| F. C. Liefering · Austria    | Total club    | Total club    | 50    | 2     | 3      | 0                | 0                | 0                | 0                     | 0                     | 0                     | 50    | 2     | 3      |
| Wolfsberger AC · Austria     | 1.ª           | 2021-22       | 32    | 2     | 0      | 5                | 1                | 0                | ―                     | ―                     | ―                     | 37    | 3     | 0      |
| Wolfsberger AC · Austria     | Total club    | Total club    | 32    | 2     | 0      | 5                | 1                | 0                | 0                     | 0                     | 0                     | 37    | 3     | 0      |
| Red Bull Salzburgo · Austria | 1.ª           | 2022-23       | 27    | 1     | 4      | 3                | 2                | 0                | 8                     | 0                     | 0                     | 38    | 3     | 4      |
| Red Bull Salzburgo · Austria | 1.ª           | 2023-24       | 21    | 3     | 4      | 4                | 2                | 0                | 6                     | 0                     | 0                     | 31    | 5     | 4      |
| Red Bull Salzburgo · Austria | 1.ª           | 2024-25       | 8     | 0     | 2      | 2                | 0                | 2                | 7                     | 0                     | 1                     | 17    | 0     | 5      |
| Red Bull Salzburgo · Austria | Total club    | Total club    | 56    | 4     | 10     | 9                | 4                | 2                | 21                    | 0                     | 1                     | 86    | 8     | 12     |
| Total carrera                | Total carrera | Total carrera | 138   | 8     | 13     | 14               | 5                | 2                | 21                    | 0                     | 1                     | 173   | 13    | 16     |

## Palmarés

### Títulos nacionales
| Título                | Club               | País     | Año  |
| --------------------- | ------------------ | -------- | ---- |
| Bundesliga            | Red Bull Salzburgo | Austria  | 2023 |
| Supercopa de Portugal | S. L. Benfica      | Portugal | 2025 |